# Gennaro Antonio Cappellari
Gennaro Antonio Cappellari est un écrivain italien né le 10 avril 1655 à Naples et décédé le 29 mars 1702 à Palerme.

## Biographie
Gennaro Antonio Cappellari nait à Naples le 10 avril 1655. Doué d’une facilité extraordinaire, il a à peine quinze ans, quand il fait son cours de philosophie sous le savant jésuite de Benedictis, et il entre peu de temps après dans cette société, où l’on est très empressé de le recevoir. Il y continue ses études et donne un cours de rhétorique dont il rédige ensuite les leçons en italien. Il fait une étude approfondie de la langue latine, dans laquelle il écrit également bien en vers et en prose ; il la parle si élégamment, et avec une telle facilité, qu’il étonne tous ceux qui venaient l’entendre. La faiblesse de sa santé le force de quitter l’institut qu’il a embrassé. Après avoir passé quelque temps à Rome, où il se lie d’amitié avec les cardinaux Pico della Mirandola et Ottoboni, ainsi qu’avec la plupart des savants qui y sont, il retourne dans sa patrie, et publie divers ouvrages, parmi lesquels on doit distinguer :
- De laudibus philosophiæ, traité en forme de dialogue, dans lequel l’auteur examine les diverses opinions des philosophes anciens et modernes. Il y joint des considérations politiques aux richesses d’une vaste érudition grecque et latine, et la noblesse du style à la clarté.
- De fortunæ progressu ; il y explique à la manière des érudits, par de nombreuses citations des anciens historiens et des Pères, ce que c’est que la fortune.
- Un poème latin sur les Comètes de 1664 et 1665, imprimé à Venise en 1675.
- Il écrivit aussi en latin l’Histoire de l’académie des Arcadiens, dans laquelle il avait été reçu en 1694 : on la conserve dans les archives de cette société. Son talent et sa facilité à écrire en latin lui firent attribuer les satires de monsignor Sergardi, publiées d’abord sous le nom de Quintus Sectanus. C’est avec plus de fondement qu’on lui attribue la traduction de ces mêmes satires en tercets, ou terza rima, publiée sous ce titre : Le Satire di Q. Settano tradotte da Sesto Settimio ad istanza di Ottavio Nonio, etc., Palerme, 1707. Cette traduction est faible, et ne vaut pas à beaucoup près, celle qui parut à Zurich en 1760, in-8°, et dont on croit que Sergardi lui-même est l’auteur. Capellari avait encore composé des drames, des sonnets et des canzoni, dont Crescimbeni a parlé dans son Istoria della volgar poesia. Se trouvant à Palerme lorsque le cardinal del Francesco del Giudice gouvernait la Sicile, Cappellari fut faussement accusé d’un crime de lèse-majesté, et condamné à porter sa tête sur l’échafaud. Ainsi périt le 29 mars 1702, à l’âge de quarante-sept ans, et victime d’un jugement inique, un écrivain élégant et laborieux, qui méritait un meilleur sort.